# Пиренеи
Пиренеите (на испански: Pirineos; на френски: Pyrénées; на каталонски: Pirineus; на окситански: Pirenèus; на арагонски: Perinés; на баски: Pirinioak) са планинска система в Югозападна Европа, чието бѝло формира естествената граница между Испания и Франция и се явява важен природен рубеж, отделящ Средиземноморието от Средна Европа. Малката държава Андора е разположена изцяло в Пиренеите. Около 2/3 от територията на планината се намира в Испания.

## Географска характеристика

### Разположение, големина
Планинската система на Пиренеите се простира от Бискайския залив на запад до Средиземно море на изток приблизително на 450 km, ширина до 110 km в централните и източни части. На север постепенно се понижава в Аквитанската равнина и Лангедокската низина, а на юг – към Арагонската равнина. Най-високата точка е връх Ането (3404 m, в масива Маладета) в автономния регион Арагон, провинция Уеска.

### Геоложки строеж, релеф, полезни изкопаеми
В резултат на планинообразувателните движения по време на алпийската орогенеза древното херцинско ядро на Пиренеите е било издигнато на значителна височина, а покриващите го седиментни наслаги били нагънати в стръмни гънки, образуващи на места навлеци. Като цяло планината е изградена основно от кристалинни скали – гранити, гнайси и в по-малък процент шисти и пясъчници. За релефа на планината е характерно съчетанието на средновисоки плосковърхи масиви и нагънати праволинейни дълги хребети. В най-високите части, подложени на плейстоценското заледяване релефът е придобил алпийски характер. Съвременното заледяване (обща площ около 40 km²) е съсредоточено в централните части. Западните Пиренеи са средновисоки планини, изградени предимно от мезозойски варовици с отделни масиви от кристалинни скали. Източните Пиренеи представляват отделни хребети и масиви, съставени от кристалинни скали, пясъчници, варовици и са разчленени от вътрешнопланински котловини с равнинни дъна. В планината има находища на желязна руда (на запад, близо до град Рентерия и на североизток във Верне), кафяви въглища (във Фиголс, на южния склон на Източните Пиренеи), боксити (близо до Тараскон, на северния склон), манганова руда (в долината на река Нест, на северния склон), мрамор, гранит. В подножията и на двата склона (северен и южен) бликат множество термални извори.

### Климат, води
Климатът на планината е предимно умерен, влажен, на югоизток – субтропичен, средиземноморски. Средната януарска температура на височина до 500 – 600 m 4 – 8°С, а по най-високите части от -8 до -10°С. През юли в ниските части на запад температурата е около 18°С, на изток до 24°С, близо до снежната граница (на височина 2400 – 2800 m на северните склонове, до 3000 m – на южните) около 5°С. Годишната сума на валежите варира от 1500 – 2400 mm по северните склонове, до 500 – 700 mm – по южните. В по-голямата част от планината валежите падат целогодишно, а на изток се появява лятно засушаване.
Реките, водещи началото си от Пиренеите са пълноводни, текат в тесни и дълбоки долини, често образуват водопади (водопада Гаварни) и притежават значителни хидроенергийни ресурси. Реките от басейна на Средиземно море имат ясно изразен летен минимум, а през някои по-сушави години на места пресъхват. Има над 1000 малки езера с ледников, преграден и тектонски произход. В районите с разпространение на варовикови скали и карство релеф има подземни езера и реки, течащи в добре изразени каньони (в Испания), много пещери, по-известни от които са Нио и Гарга във Франция.

### Растителност, животински свят
Значителна част от склоновете на Пиренеите на височина до 1800 – 2100 m са заети от горски ландшафти. Листопадните и иглолистните гори заемат основно северните и западните склонове. В долните части на горския пояс господстват широколистните гори съставени от дъб, кестен, клен, бук. В средните части – боровите гори, примесени с гори от дъб и бук, а в горните части – предимно букови, смърчови и елови гори с примеси от бреза. По южните и източни склонове ландшафтите се характеризират с редуване на гори с храстови формации и пущинаци, като в районите в близост до Средиземно море преобладават храстите. На височина до 500 – 700 m тук са разпространени вечнозелени формации от типовете макия, гарига, томилари, редки гори от каменен и корков дъб и субтропични видове бор. Нагоре от горския пояс са развити високопланинските ландшафти съставени от храсти (стелещ се планински бор, хвойна, рододендрон, азалия и др.), сменящи се нагоре с алпийски пасища. Като цяло естествената растителност се е съхранила относително добре в Пиренеите.
От животинския свят са срещат кафява мечка, благороден елен, сърна, дива свиня, бурсук, пиренейски козирог и др. Само в испанската част се срещат още вълк, испански рис, генета, ендемичният испански ибекс. От птиците най-характерни са глухар, яребица, брадат лешояд, скален орел, гриф, ястреб. Пиренеите се отличават и с много ендемични растителни и животински видове. За да се защити това природно богатство, са създадени националните паркове Ордеса и Аигуистортес в Испания и Пиренѐ във Франция.

## Стопанство
В предпланинските части и вътрешнопланинските котловини значително място заемат полетата със зърнени култури (пшеница, царевица, ечемик, овес), лозя, овощни градини, а на изток – плантации от корков дъб и маслини. В горския пояс и на високопланинските пасища се отглеждат едър рогат добитък, овце и кози. Силно развит туризъм.
Архитектурата се характеризира главно с типични пиренейски църкви в романски стил. Църквите в долината Бои в Каталония са обявени за част от световното културно наследство на ЮНЕСКО, както и националните паркове „Ордеса“ и „Пирене“. В Пиренеите се намират и най-големите испански зимни курорти.